# Daniela Alfinito/Diskografie
Diese Diskografie ist eine Übersicht über die musikalischen Werke der deutschen Schlagersängerin Daniela Alfinito. Ihre erfolgreichste Veröffentlichung ist ihre dritte Kompilation Die große Jubiläums-Edition mit über 100.000 verkauften Einheiten.

## Alben

### Studioalben
| Jahr | Titel Musiklabel                                           | Höchstplatzierung, Gesamtwochen, AuszeichnungChartplatzierungen (Jahr, Titel, Musiklabel, Platzierungen, Wochen, Auszeichnungen, Anmerkungen) | Höchstplatzierung, Gesamtwochen, AuszeichnungChartplatzierungen (Jahr, Titel, Musiklabel, Platzierungen, Wochen, Auszeichnungen, Anmerkungen) | Höchstplatzierung, Gesamtwochen, AuszeichnungChartplatzierungen (Jahr, Titel, Musiklabel, Platzierungen, Wochen, Auszeichnungen, Anmerkungen) | Anmerkungen                           |
| Jahr | Titel Musiklabel                                           | DE | AT | CH | Anmerkungen                           |
| ---- | ---------------------------------------------------------- | --- | --- | --- | ------------------------------------- |
| 2003 | Ich vermisse Dich nicht … Selbstverlag                     | — | — | — | Erstveröffentlichung: 2003            |
| 2008 | Bahnhof der Sehnsucht MCP Sound & Media (MCP)              | — | — | — | Erstveröffentlichung: 22. August 2008 |
| 2010 | Wahnsinn Electrola (EMI)                                   | — | — | — | Erstveröffentlichung: 19. März 2010   |
| 2012 | Komm und tanz mit mir MCP Sound & Media • VM Records (MCP) | — | — | — | Erstveröffentlichung: 8. Juni 2012    |
| 2015 | Ein bisschen sterben Telamo (Sony)                         | DE5 (7 Wo.)DE | AT6 (1 Wo.)AT | CH28 (1 Wo.)CH | Erstveröffentlichung: 29. Mai 2015    |
| 2017 | Sag mir wo bist du Telamo (WMG)                            | DE5 (3 Wo.)DE | AT6 (2 Wo.)AT | CH21 (1 Wo.)CH | Erstveröffentlichung: 14. Juni 2017   |
| 2019 | Du warst jede Träne wert Telamo (WMG)                      | DE1 (22 Wo.)DE | AT4 (6 Wo.)AT | CH7 (6 Wo.)CH | Erstveröffentlichung: 4. Januar 2019  |
| 2020 | Liebes-Tattoo Telamo (WMG)                                 | DE1 (21 Wo.)DE | AT1 (7 Wo.)AT | CH1 (8 Wo.)CH | Erstveröffentlichung: 3. Januar 2020  |
| 2021 | Splitter aus Glück Telamo (WMG)                            | DE1 (23 Wo.)DE | AT1 (14 Wo.)AT | CH1 (13 Wo.)CH | Erstveröffentlichung: 8. Januar 2021  |
| 2022 | Löwenmut Telamo (WMG)                                      | DE1 (13 Wo.)DE | AT1 (10 Wo.)AT | CH3 (8 Wo.)CH | Erstveröffentlichung: 7. Januar 2022  |
| 2023 | Frei und grenzenlos Telamo (WMG)                           | DE1 (10 Wo.)DE | AT1 (6 Wo.)AT | CH2 (5 Wo.)CH | Erstveröffentlichung: 6. Januar 2023  |
| 2024 | Einfach echt Telamo (WMG)                                  | DE2 (4 Wo.)DE | AT1 (3 Wo.)AT | CH3 (3 Wo.)CH | Erstveröffentlichung: 5. Januar 2024  |
| 2025 | Blick nach vorn Telamo (WMG)                               | DE2 (2 Wo.)DE | AT2 (2 Wo.)AT | CH8 (2 Wo.)CH | Erstveröffentlichung: 3. Januar 2025  |

### Kompilationen
| Jahr | Titel Musiklabel                         | Höchstplatzierung, Gesamtwochen, AuszeichnungChartplatzierungen (Jahr, Titel, Musiklabel, Platzierungen, Wochen, Auszeichnungen, Anmerkungen) | Höchstplatzierung, Gesamtwochen, AuszeichnungChartplatzierungen (Jahr, Titel, Musiklabel, Platzierungen, Wochen, Auszeichnungen, Anmerkungen) | Höchstplatzierung, Gesamtwochen, AuszeichnungChartplatzierungen (Jahr, Titel, Musiklabel, Platzierungen, Wochen, Auszeichnungen, Anmerkungen) | Anmerkungen                                            |
| Jahr | Titel Musiklabel                         | DE | AT | CH | Anmerkungen                                            |
| ---- | ---------------------------------------- | --- | --- | --- | ------------------------------------------------------ |
| 2016 | Das Beste Telamo (WMG)                   | DE8 (1 Wo.)DE | AT18 (1 Wo.)AT | CH44 (1 Wo.)CH | Erstveröffentlichung: 19. August 2016                  |
| 2018 | Schlager zum Verlieben Telamo (WMG)      | DE31 (1 Wo.)DE | AT48 (1 Wo.)AT | CH63 (1 Wo.)CH | Erstveröffentlichung: 27. Juli 2018                    |
| 2020 | Die große Jubiläums-Edition Telamo (WMG) | DE8 Gold · (20 Wo.)DE | AT12 (4 Wo.)AT | CH49 (6 Wo.)CH | Erstveröffentlichung: 29. Mai 2020 Verkäufe: + 100.000 |
| 2022 | Für unsere Freunde Telamo (WMG)          | DE78 (4 Wo.)DE | — | CH61 (2 Wo.)CH | Erstveröffentlichung: 8. April 2022 mit Die Amigos     |
| 2023 | Best of Daniela Alfinito Telamo (WMG)    | DE3 (1 Wo.)DE | AT8 (1 Wo.)AT | CH63 (1 Wo.)CH | Erstveröffentlichung: 30. Juni 2023                    |

### Remixalben
| Jahr | Titel Musiklabel                                      | Höchstplatzierung, Gesamtwochen, AuszeichnungChartplatzierungen (Jahr, Titel, Musiklabel, Platzierungen, Wochen, Auszeichnungen, Anmerkungen) | Höchstplatzierung, Gesamtwochen, AuszeichnungChartplatzierungen (Jahr, Titel, Musiklabel, Platzierungen, Wochen, Auszeichnungen, Anmerkungen) | Höchstplatzierung, Gesamtwochen, AuszeichnungChartplatzierungen (Jahr, Titel, Musiklabel, Platzierungen, Wochen, Auszeichnungen, Anmerkungen) | Anmerkungen                          |
| Jahr | Titel Musiklabel                                      | DE | AT | CH | Anmerkungen                          |
| ---- | ----------------------------------------------------- | --- | --- | --- | ------------------------------------ |
| 2021 | Blue Jeans – Das ultimative Hitmix Album Telamo (WMG) | DE18 (7 Wo.)DE | AT8 (4 Wo.)AT | CH29 (2 Wo.)CH | Erstveröffentlichung: 23. April 2021 |

### EPs
| Jahr | Titel Musiklabel                     | Anmerkungen                           |
| ---- | ------------------------------------ | ------------------------------------- |
| 2025 | Nur du nicht – Remix EP Telamo (WMG) | Erstveröffentlichung: 17. Januar 2025 |

## Singles
| Jahr | Titel Album                                                                          | Anmerkungen                                            |
| ---- | ------------------------------------------------------------------------------------ | ------------------------------------------------------ |
| 2008 | Bahnhof der Sehnsucht                                                                | Erstveröffentlichung: 2008                             |
| 2017 | Sag mir wo bist du                                                                   | Erstveröffentlichung: 23. Juni 2017                    |
| 2018 | Du warst jede Träne wert                                                             | Erstveröffentlichung: 7. Dezember 2018                 |
| 2019 | Liebes-Tattoo                                                                        | Erstveröffentlichung: 8. November 2019                 |
| 2020 | Passagiere der Liebe Liebes-Tattoo                                                   | Erstveröffentlichung: 3. Januar 2020                   |
| 2020 | Ich krieg mein Herz nicht aus dem Kopf Splitter aus Glück                            | Erstveröffentlichung: 25. September 2020               |
| 2021 | Löwenmut                                                                             | Erstveröffentlichung: 24. September 2021               |
| 2022 | Frei und grenzenlos                                                                  | Erstveröffentlichung: 4. November 2022                 |
| 2023 | Ich geb alles Einfach echt                                                           | Erstveröffentlichung: 20. Oktober 2023                 |
| 2024 | Dann zieh ich meine Blue Jeans an (Remix) Die große Jubiläums-Edition (Gold-Ausgabe) | Erstveröffentlichung: 9. August 2024 feat. DJ Herzbeat |
| 2024 | Nur du nicht Blick nach vorn                                                         | Erstveröffentlichung: 27. September 2024               |
| 2024 | Meteor Blick nach vorn                                                               | Erstveröffentlichung: 29. November 2024                |
| 2024 | Deine Melodie Blick nach vorn                                                        | Erstveröffentlichung: 6. Dezember 2024                 |
| 2024 | Glühwürmchen Blick nach vorn                                                         | Erstveröffentlichung: 20. Dezember 2024                |

## Videoalben und Musikvideos

### Videoalben
| Jahr | Titel Musiklabel                      | Höchstplatzierung, Gesamtwochen, AuszeichnungChartplatzierungen (Jahr, Titel, Musiklabel, Platzierungen, Wochen, Auszeichnungen, Anmerkungen) | Höchstplatzierung, Gesamtwochen, AuszeichnungChartplatzierungen (Jahr, Titel, Musiklabel, Platzierungen, Wochen, Auszeichnungen, Anmerkungen) | Höchstplatzierung, Gesamtwochen, AuszeichnungChartplatzierungen (Jahr, Titel, Musiklabel, Platzierungen, Wochen, Auszeichnungen, Anmerkungen) | Anmerkungen                                                                        |
| Jahr | Titel Musiklabel                      | DE | AT | CH | Anmerkungen                                                                        |
| ---- | ------------------------------------- | --- | --- | --- | ---------------------------------------------------------------------------------- |
| 2015 | Ein bisschen sterben Telamo (Sony)    | DE*DE | — | — | Erstveröffentlichung: 28. August 2015 Verkäufe werden dem Studioalbum hinzuaddiert |
| 2019 | Du warst jede Träne wert Telamo (WMG) | DE*DE | — | — | Erstveröffentlichung: 22. März 2019 Verkäufe werden dem Studioalbum hinzuaddiert   |
| 2019 | Sag mir wo bist du Telamo (WMG)       | DE*DE | — | — | Erstveröffentlichung: 21. Juni 2019 Verkäufe werden dem Studioalbum hinzuaddiert   |
| 2020 | Liebes-Tattoo Telamo (WMG)            | DE*DE | AT7 (1 Wo.)AT | CH10 (1 Wo.)CH | Erstveröffentlichung: 3. Januar 2020 Verkäufe werden dem Studioalbum hinzuaddiert  |
| 2021 | Splitter aus Glück Telamo (WMG)       | DE*DE | AT1 (2 Wo.)AT | CH*CH | Erstveröffentlichung: 8. Januar 2021 Verkäufe werden dem Studioalbum hinzuaddiert  |
| 2022 | Löwenmut Telamo (WMG)                 | DE*DE | AT*AT | CH*CH | Erstveröffentlichung: 7. Januar 2022 Verkäufe werden dem Studioalbum hinzuaddiert  |

### Musikvideos
| Jahr | Titel                                  |
| ---- | -------------------------------------- |
| 2015 | Das ist Sehnsucht                      |
| 2015 | Ein bisschen Sterben                   |
| 2015 | Mit dir im Paradies                    |
| 2015 | Ich schenk dir einen Stern             |
| 2016 | Ich schau in deine Augen               |
| 2017 | Sag mir wo bist du                     |
| 2017 | Wenn der Himmel es so will             |
| 2017 | Bring mich durch die Nacht             |
| 2017 | Das Feuer einer Nacht                  |
| 2017 | Dein Schweigen                         |
| 2018 | Unsichtbare Tränen                     |
| 2018 | Du warst jede Träne wert               |
| 2018 | Hallo du                               |
| 2018 | Millionen Tränen                       |
| 2018 | Dann zieh ich meine Blue Jeans an      |
| 2019 | Sag noch einmal Ti Amo                 |
| 2019 | Küsse mir die Sehnsucht aus dem Blick  |
| 2019 | Per Sempre hab ich nie gesagt          |
| 2019 | Lass uns wieder einmal tanzen geh’n    |
| 2019 | Zwischen Himmel und Hölle              |
| 2019 | Versprich mir nicht                    |
| 2019 | Geh dorthin wo der Teufel wohnt        |
| 2019 | Liebes-Tattoo                          |
| 2020 | Passagiere der Liebe                   |
| 2020 | Nur mit dir                            |
| 2020 | Warum?                                 |
| 2020 | Der Himmel würde uns verzeihen         |
| 2020 | Die Hölle kann warten                  |
| 2020 | Im Dunkel der Nacht                    |
| 2020 | Weil mein Herz kein Idiot ist          |
| 2020 | Dir ein schönes Leben noch             |
| 2020 | Kein Feuer wär mir heiß genug          |
| 2020 | Ich krieg mein Herz nicht aus dem Kopf |
| 2021 | Alle Runden geboxt                     |
| 2021 | Du bist wie ein neues Leben            |
| 2021 | Unwiderstehliche Augen                 |
| 2021 | Löwenmut                               |
| 2022 | Ich bin wieder ich                     |
| 2022 | Liebe macht blind                      |
| 2022 | Jetzt weiß ich was Liebe ist           |
| 2022 | Unverwüstlich                          |
| 2022 | Bye Bye                                |
| 2022 | Ich schmeiß mein Herz weg              |
| 2022 | Ein goldenes Armband                   |
| 2022 | Frei und grenzenlos                    |
| 2023 | Was soll ich tun                       |
| 2024 | Nur du nicht                           |
| 2024 | Meteor                                 |
| 2024 | Deine Melodie                          |
| 2024 | Glühwürmchen                           |

## Boxsets
| Jahr | Titel Musiklabel                | Höchstplatzierung, Gesamtwochen, AuszeichnungChartplatzierungen (Jahr, Titel, Musiklabel, Platzierungen, Wochen, Auszeichnungen, Anmerkungen) | Höchstplatzierung, Gesamtwochen, AuszeichnungChartplatzierungen (Jahr, Titel, Musiklabel, Platzierungen, Wochen, Auszeichnungen, Anmerkungen) | Höchstplatzierung, Gesamtwochen, AuszeichnungChartplatzierungen (Jahr, Titel, Musiklabel, Platzierungen, Wochen, Auszeichnungen, Anmerkungen) | Anmerkungen                        |
| Jahr | Titel Musiklabel                | DE | AT | CH | Anmerkungen                        |
| ---- | ------------------------------- | --- | --- | --- | ---------------------------------- |
| 2022 | Das Beste für alle Telamo (WMG) | DE20 (1 Wo.)DE | — | CH97 (1 Wo.)CH | Erstveröffentlichung: 4. März 2022 |

## Sonderveröffentlichungen

### Alben
| Jahr | Titel Musiklabel                                                      | Anmerkungen                                                           |
| ---- | --------------------------------------------------------------------- | --------------------------------------------------------------------- |
| 2015 | 20 große Erfolge MCP Sound & Media (MCP)                              | Erstveröffentlichung: 22. Mai 2015 Label-Kompilation                  |
| 2018 | Meine ersten grossen Hits MCP Sound & Media • VM Records (MCP)        | Erstveröffentlichung: 3. Februar 2018 Label-Kompilation               |
| 2019 | Juwelen & Glanzstücke MCP Sound & Media • VM Records (MCP)            | Erstveröffentlichung: 15. Februar 2019 Label-Kompilation              |
| 2019 | Ein bisschen sterben + Sag mir wo bist Du Telamo (WMG)                | Erstveröffentlichung: 7. Juni 2019 Teil der „2-in-1“-Reihe            |
| 2020 | Komm und tanz mit mir / Bahnhof der Sehnsucht MCP Sound & Media (MCP) | Erstveröffentlichung: 1. Mai 2020 Teil der „Originalalben“-Reihe      |
| 2021 | Sieger & Stars MCP Sound & Media • VM Records (MCP)                   | Erstveröffentlichung: 2. April 2021 Label-Kompilation; mit den Amigos |

| Jahr | Titel Musiklabel                                                                    | Anmerkungen                                                               |
| ---- | ----------------------------------------------------------------------------------- | ------------------------------------------------------------------------- |
| 2019 | Disco Fox auch bekannt als: Hitmix Nonstop – 100% Disco-Fox MCP Sound & Media (MCP) | Erstveröffentlichung: 22. November 2019 Label-Kompilation                 |
| 2021 | Hit-Mix MCP Sound & Media • VM Records (MCP)                                        | Erstveröffentlichung: 19. November 2021 Label-Kompilation; mit den Amigos |

| Jahr | Titel Musiklabel                                        | Anmerkungen                                                                         |
| ---- | ------------------------------------------------------- | ----------------------------------------------------------------------------------- |
| 2019 | Amigos / Daniela Alfinito Euro Trend • VM Records (MCP) | Erstveröffentlichung: 26. April 2019 Teil der „Sonderedition“-Reihe; mit den Amigos |

### Lieder
| Jahr | Titel Album                   | Anmerkungen                                                             |
| ---- | ----------------------------- | ----------------------------------------------------------------------- |
| 2018 | Küsse der Nacht Auf Du und Du | Erstveröffentlichung: 20. Juli 2018 Andrea Jürgens mit Daniela Alfinito |

### Videoalben
| Jahr | Titel Musiklabel                                       | Anmerkungen |
| ---- | ------------------------------------------------------ | --- |
| 2017 | Sag mir wo bist Du (Deluxe Edition) Telamo (WMG)       | Erstveröffentlichung: 14. Juli 2017 erweiterte Fassung mit Bonus-DVD; Verkäufe werden Sag mir wo bist Du hinzuaddiert        |
| 2019 | Du warst jede Träne wert (Deluxe Edition) Telamo (WMG) | Erstveröffentlichung: 4. Januar 2019 erweiterte Fassung mit Bonus-DVD; Verkäufe werden Du warst jede Träne wert hinzuaddiert |
| 2020 | Liebes-Tattoo (Limitierte Fanbox) Telamo (WMG)         | Erstveröffentlichung: 3. Januar 2020 erweiterte Fassung mit Bonus-DVD; Verkäufe werden Liebes-Tattoo hinzuaddiert            |

## Statistik

### Chartauswertung
Die folgenden Aufstellungen bieten eine Übersicht über die Charterfolge von Alfinito in Deutschland, Österreich und der Schweiz. Zu beachten ist, dass sich in Österreich die Kompilation Juwelen & Glanzstücke in den Albumcharts platzierten konnte. Diese findet in den Statistiken keine Berücksichtigung, weil es sich um eine Veröffentlichung des Labels und keinen offiziellen Tonträger von Alfinito handelt.
|                     | DE     | AT     | CH     |
| ------------------- | ------ | ------ | ------ |
| Nummer-eins-Alben   | DE5DE  | AT5AT  | CH2CH  |
| Top-10-Alben        | DE12DE | AT11AT | CH7CH  |
| Alben in den Charts | DE16DE | AT14AT | CH16CH |

|                          | DE    | AT    | CH    |
| ------------------------ | ----- | ----- | ----- |
| Nummer-eins-Videoalben   | DE—DE | AT1AT | CH—CH |
| Top-10-Videoalben        | DE—DE | AT2AT | CH1CH |
| Videoalben in den Charts | DE—DE | AT2AT | CH1CH |

### Auszeichnungen für Musikverkäufe
Anmerkung: Auszeichnungen in Ländern aus den Charttabellen bzw. Chartboxen sind in ebendiesen zu finden.
| Land/RegionAuszeichnungen für Musikverkäufe (Land/Region, Auszeichnungen, Verkäufe, Quellen) | Gold  | Platin | Verkäufe | Quellen           |
| -------------------------------------------------------------------------------------------- | ----- | ------ | -------- | ----------------- |
| Deutschland (BVMI)                                                                           | Gold1 | —      | 100.000  | musikindustrie.de |
| Insgesamt                                                                                    | Gold1 | —      |          |                   |